# Campionati europei di triathlon middle distance
Dal 1985 al 1994 una gara dei campionati europei di triathlon middle distance si è svolta in Europa, sotto il patrocinio della ETU - European Triathlon Union.
I campionati sono ripresi nel 2013 con la gara di Barcellona in Spagna.

## Albo d'oro

### Uomini
| Edizione | Anno | Oro                 | Argento            | Bronzo                     |
| -------- | ---- | ------------------- | ------------------ | -------------------------- |
| I        | 1985 | Peter Zijerveld     | Dirk Aschmoneit    | Magnus Lönnqvist           |
| II       | 1986 | Rob Barel           | Didier Volckaert   | Tom Dimmendaal             |
| III      | 1987 | Glenn Cook          | Axel Koenders      | Jürgen Zäck                |
| IV       | 1988 | Rob Barel (2)       | Karel Blondeel     | Jürgen Zäck                |
| V        | 1990 | Karel Blondeel      | Mark Koks          | Danilo Palmucci            |
| VI       | 1992 | Glenn Cook (2)      | Thomas Hellriegel  | Philippe Methion           |
| VII      | 1994 | Rob Barel (3)       | Christoph Mauch    | Peter Kropko               |
| VIII     | 2013 | Javier Gómez        | Martin Jensen      | Jens Toft                  |
| IX       | 2014 | Giulio Molinari     | Bruno Pais         | Gustavo Rodriguez Iglesias |
| X        | 2015 | Filip Ospalý        | Giulio Molinari    | Bart Aernouts              |
| XI       | 2016 | Giulio Molinari (2) | Florian Angert     | Thomas Steger              |
| XII      | 2017 | Patrick Dirksmeier  | Anders Christensen | Miki Taagholt              |
| XIII     | 2018 | Giulio Molinari (3) | Miki Taagholt      | Albert Moreno Molins       |
| XIV      | 2019 | Andrey Bryukhankov  | Filipe Azevedo     | Domen Dornik               |

### Donne
| Edizione | Anno | Oro                            | Argento                    | Bronzo                |
| -------- | ---- | ------------------------------ | -------------------------- | --------------------- |
| I        | 1985 | Lieve Paulus                   | Sarah Springman            | Brigitta Sandahl      |
| II       | 1986 | Sarah Coope                    | Irma Zwartkruis            | Chantal Malherbe      |
| III      | 1987 | Sarah Coope (2)                | Sarah Springman            | Irma Zwartkruis       |
| IV       | 1988 | Sarah Coope (3)                | Irma Zwartkruis            | Anneliese Weber       |
| V        | 1990 | Isabelle Mouthon-Michellys     | Thea Sybesma               | Jeannine De Ruysscher |
| VI       | 1992 | Jeannine De Ruysscher          | Isabelle Mouthon-Michellys | Thea Sybesma          |
| VII      | 1994 | Isabelle Mouthon-Michellys (2) | Natascha Badmann           | Simone Mortier        |
| VIII     | 2013 | Camilla Pedersen               | Eimear Mullan              | Maria Czesnik         |
| IX       | 2014 | Lisa Hütthaler                 | Helle Frederiksen          | Maja Stage Nielsen    |
| X        | 2015 | Kaisa Lehtonen                 | Sara Dossena               | Vanessa Raw           |
| XI       | 2016 | Julia Gajer                    | Maja Stage Nielsen         | Lisa Hütthaler        |
| XII      | 2017 | Camilla Pedersen (2)           | Maja Stage Nielsen         | Sarah Lewis           |
| XIII     | 2018 | Alexandra Tondeur              | Sarah Lewis                | Alice Hector          |
| XIV      | 2019 | Katrina Rye                    | Ewa Bugdol                 | Liliya Baranovska     |

## Medagliere
| Pos. | Paese       | Oro | Argento | Bronzo |    |
| ---- | ----------- | --- | ------- | ------ | -- |
| 1    | Regno Unito | 6   | 3       | 3      | 12 |
| 2    | Paesi Bassi | 4   | 5       | 3      | 12 |
| 3    | Belgio      | 4   | 2       | 2      | 8  |
| 4    | Italia      | 3   | 2       | 1      | 6  |
| 5    | Danimarca   | 2   | 6       | 3      | 11 |
| 6    | Germania    | 2   | 3       | 4      | 9  |
| 7    | Francia     | 2   | 1       | 2      | 5  |
| 8    | Austria     | 1   | 0       | 2      | 3  |
| 8    | Spagna      | 1   | 0       | 2      | 3  |
| 10   | Finlandia   | 1   | 0       | 1      | 2  |
| 11   | Russia      | 1   | 0       | 0      | 1  |
| 11   | Rep. Ceca   | 1   | 0       | 0      | 1  |
| 13   | Portogallo  | 0   | 2       | 0      | 2  |
| 13   | Svizzera    | 0   | 2       | 0      | 2  |
| 15   | Polonia     | 0   | 1       | 1      | 2  |
| 16   | Irlanda     | 0   | 1       | 0      | 1  |
| 17   | Ungheria    | 0   | 0       | 1      | 1  |
| 17   | Svezia      | 0   | 0       | 1      | 1  |
| 17   | Ucraina     | 0   | 0       | 1      | 1  |
| 17   | Slovenia    | 0   | 0       | 1      | 1  |

## Edizioni
| Ed.  | Anno | Sede             | Nazione     |
| ---- | ---- | ---------------- | ----------- |
| I    | 1985 | Åbenrå           | Danimarca   |
| II   | 1986 | Brasschaat       | Belgio      |
| III  | 1987 | Roth             | Germania    |
| IV   | 1988 | Stein            | Paesi Bassi |
| V    | 1990 | Treviri          | Germania    |
| VI   | 1992 | Joroinen         | Finlandia   |
| VII  | 1994 | Novo Mesto       | Slovenia    |
| VIII | 2013 | Barcellona       | Spagna      |
| IX   | 2014 | Paguero, Maiorca | Spagna      |
| X    | 2015 | Rimini           | Italia      |
| XI   | 2016 | Walchsee         | Austria     |
| XII  | 2017 | Herning          | Danimarca   |
| XIII | 2018 | Ibiza            | Spagna      |
| XIV  | 2019 | Târgu Mureș      | Romania     |